# Ouverture de Guillaume Tell

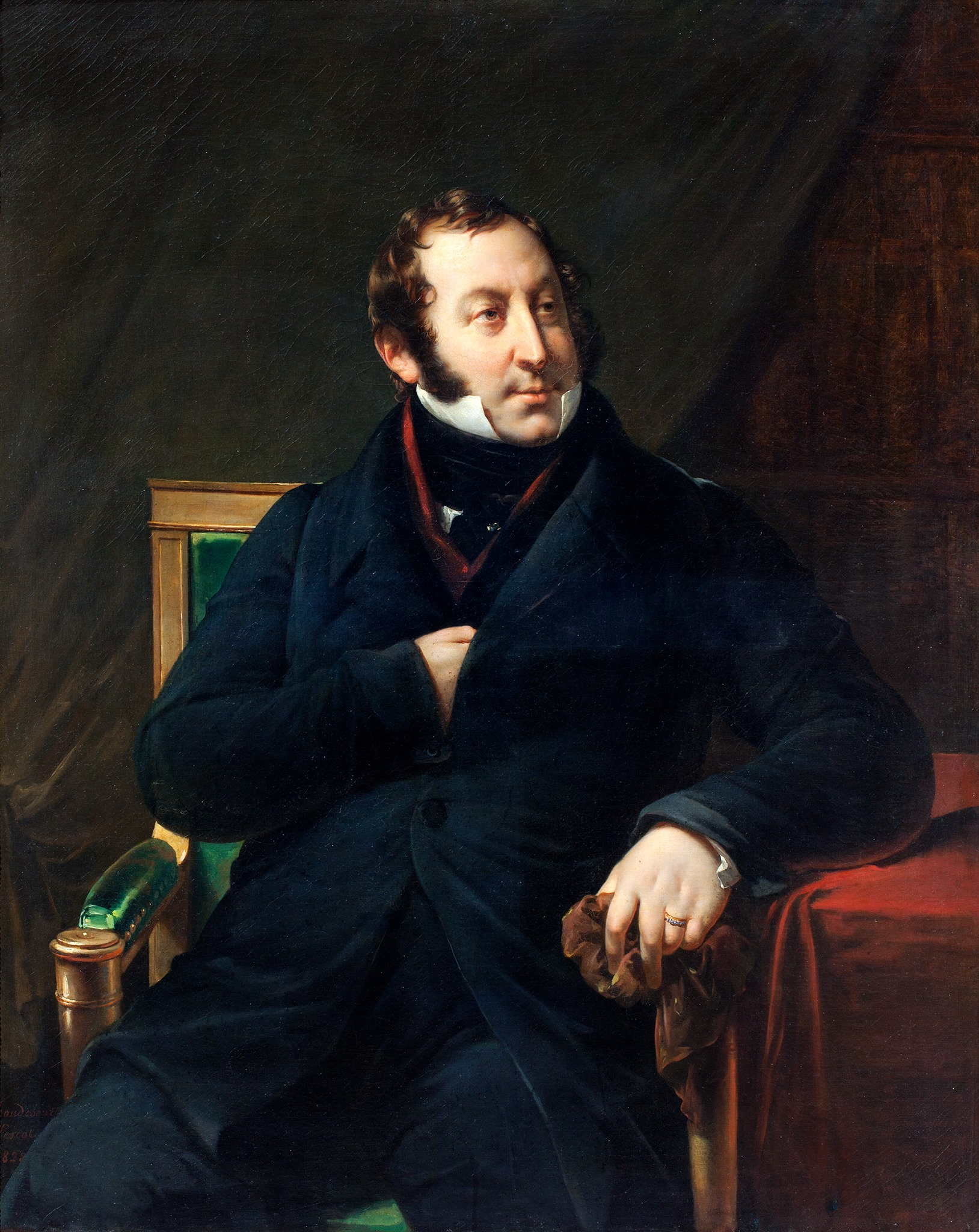
Rossini peint par Hortense Haudebourt-Lescot à Paris en 1828, l'année où il a commencé à composer Guillaume Tell

L'ouverture de Guillaume Tell est l'ouverture de l'opéra de Gioachino Rossini, Guillaume Tell.
Dès  1834, dans la Gazette Musicale de Paris d'octobre et novembre, Hector Berlioz « rend compte sur Guillaume Tell de Rossini », particulièrement de son Ouverture qui, selon lui, « est une œuvre d’un immense talent qui ressemble au génie à s’y méprendre ».

## Parties
L'ouverture est en 4 parties. Une forme sonate y apparaît dans le début, démontrant un grand classicisme mozartien. Toutefois, Rossini y instaure son propre style, perceptible dès les premiers arpèges mêlés aux trémolos des cordes.
La première partie Andante, en mi mineur, dure trois minutes et est jouée uniquement par un quintette de violoncelles (excepté deux petits roulements de timbales (prémices de l'orage ?) et quelques pizzicatos de cordes). Elle exprime le calme alpin des montagnes suisses. Ce très beau morceau en arpèges, plein de lyrisme, est un exemple parfait de maîtrise du contrepoint. Le choix des violoncelles n'est pas surprenant car dans sa jeunesse, Rossini en jouait ; cela pourrait donc être un hommage. 
La deuxième partie Allegro, toujours en mi mineur, dure environ deux minutes et demie et est jouée par tout l'orchestre, elle évoque l'orage qui s'abat sur le navire de Tell au troisième acte. Il commence piano par un grondement pressé de violons soutenu par un cor qui reçoit pour réponse trois notes piquées aux bois, trémolo aigu des violons, de nouveau les trois notes piquées. Cet épisode se répète deux fois. À la quatrième fois, l'orchestre se lance dans un oppressant crescendo qui éclate avec force : l'orage, déchaîné, s'abat sur le navire. Suit une descente chromatique des violons libérant les cuivres qui se déchaînent, les trombones (avec les bassons) jouant notamment une courte mais terrible fanfare. Au milieu, l'orage redouble de violence avec des trémolos suraigus, des cuivres en fureur et des bois vifs. Mais comme dans la Symphonie pastorale de Beethoven, le déchaînement des éléments finit par s'atténuer dans un diminuendo tout aussi inquiétant et l'orchestre s'immobilise peu à peu, les grondements de l'orage s'évanouissent alors. Un passage tel que l'orage est courant chez Rossini qui dans beaucoup de ses opéras introduit des musiques d'orage (Le Barbier de Séville, la Cenerentola...)
La troisième partie Andantino (environ deux minutes trente, parfois appelée « Le Ranz des vaches » du nom d'un chant traditionnel suisse) dans la relative de mi mineur, c'est-à-dire sol majeur, exprime la douceur campagnarde. Après un épisode tel que l'orage, il fallait bien un morceau plus serein pour équilibrer. C'est le cor anglais, instrument « pastoral » par excellence qui domine ici. Il interprète et répète un doux ranz des vaches qu'enlacent les arabesques de la flûte. Vers la fin, le tempo se ralentit et le ranz semble tourner sur lui-même. La parenté avec la Pastorale est encore plus évidente car dans la symphonie de Beethoven, un chant paysan sous forme de ranz succède à l'orage du quatrième mouvement comme ici.
La quatrième partie Allegro vivace (trois à quatre minutes) en mi majeur, est très célèbre et symbolise la révolte des Suisses se levant de canton en canton contre l'oppresseur autrichien, cette partie peut être jouée de telle manière que l'auditeur en ait le souffle coupé. Un appel de trompettes interrompt brusquement la rêverie du cor anglais. Aussitôt un grand passage , presque en crescendo tout à fait dans le style de Rossini, construit sur une figure dactylique s'annonce, il commence dans le grave et est fortement interrompu deux fois par un brusque fortissimo. Il s'apparente à merveille à une charge de cavalerie. Enfin, pleine de puissance, éclate la fanfare triomphale ponctuée par la batterie, inarrêtable même quand des fragments en sont repris piano. Le galop (des chevaux ?) des dactyles recommence et tutta forza un nouvel épisode étincelant de brio joué deux fois porte l'orchestre dans un sommet victorieux où les violons jouent avec frénésie. Puis tout se calme soudainement, mais l'ardeur ne s'éteint pas car les violons, accompagnés discrètement par les vents, se lancent dans un perpetuum mobile absolument vertigineux construit à partir des motifs précédents. Le tutta forza revient alors, toujours aussi fougueux. La fanfare triomphale reprend de plus belle et de nouveau la transition piano apparaît. Pour la troisième fois, les galops s'élèvent, et se jettent dans l'étourdissante coda.
Stringendo, le tempo s'accélère encore plus, la victoire des Suisses est consommée et l'orchestre s'emballe dans une véritable explosion de joie dionysiaque. Un rappel de la fanfare mène à un déluge d'accords cadentiels, et à une péroraison éclatante qui se termine par une bribe de la fanfare et deux puissants accords syncopés, victorieux, du tutti.